# Георгий Сфрандзи
Гео́ргий Сфра́ндзи (греч. Γεώργιος Φραντζής, Georgios Sphrantzes) (30 августа 1401, Константинополь, — после 1478, о. Корфу) — последний византийский историк, государственный деятель. Наместник Патр, Селимврии, Мистры, с 1451 — великий логофет (глава гражданской администрации). В 1453—1454 годах находится в турецком плену, затем на службе пелопоннесского деспота Фомы Палеолога. Хроника Георгия Сфрандзи («Мемуары») охватывает период 1413—1477, основана на его дневнике и содержит достоверную информацию.

## Сочинения
- Memorii 1401—1477, Buc., 1966; в рус. пер. в отрывках — Византийские историки Дука и Сфрандзи о падении Константинополя, в сборнике: Византийский временник, т. 7, М., 1953.